# 肌力與體能訓練
力量和体能训练（Strength and conditioning coach）是健身和体能训练专家使用的一种训练方法，以提升运动员的体能。通过将力量训练和有氧训练相结合以及多种其他方法来实现。专家还可以帮助运动员预防在竞技中可能受到的伤害。